# Leptopecten tumbezensis
Leptopecten tumbezensis är en musselart som först beskrevs av Orbigny 1846.  Leptopecten tumbezensis ingår i släktet Leptopecten och familjen kammusslor. Inga underarter finns listade i Catalogue of Life.